# Roger Honegger
Roger Honegger, né le 18 mars 1964 à Stäfa, est un coureur cycliste suisse spécialiste de cyclo-cross et de VTT cross-country.

## Palmarès en cyclo-cross
- 1987-1988
  -  Médaillé d'argent du championnat du monde de cyclo-cross amateurs
- 1988-1989
  -  Médaillé de bronze du championnat du monde de cyclo-cross amateurs
  - 10e du Superprestige
- 1989-1990
  - 3e du championnat de Suisse de cyclo-cross
  - 10e du championnat du monde de cyclo-cross
  - 10e du Superprestige
- 1990-1991
  -  Champion de Suisse de cyclo-cross
  - 7e du championnat du monde de cyclo-cross
- 1993-1994
  - 3e du championnat de Suisse de cyclo-cross
- 1994-1995
  - 3e du championnat de Suisse de cyclo-cross
  - 5e du championnat du monde de cyclo-cross

## Palmarès en VTT

### Championnats du monde
- 1993
  - 6e du cross-country

### Championnats d'Europe
- 1989
  -  Champion d'Europe de VTT cross-country
- 1992
  - 4e du cross-country
- 1993
  - 7e du cross-country